# مجیدرضا احتشام‌زاده
مجیدرضا احتشام‌زاده (زادهٔ ۱۴ دسامبر ۱۹۵۶ تهران) ورزشکار رشته تنیس روی میز اهل ایران است. وی در ۴۳ سالگی در بازی‌های المپیک تابستانی ۲۰۰۰ شرکت کرد.
مجیدرضا احتشام‌زاده در تاریخ ورزش ایران مسن‌ترین ورزشکاری است که تاکنون در بازی‌های المپیک شرکت کرده است.
وی پسر امیر احتشام زاده قهرمان رکورد دار و اسبق تنیس روی میز ایران است.